# ヘイズ郡 (テキサス州)
ヘイズ郡（英: Hays County）は、アメリカ合衆国テキサス州の中央部、エドワーズ高原に位置する郡である。2020年国勢調査での人口は241,067人であり、2010年の157,107人から53.44％増加した。郡庁所在地はサンマルコス市（人口67,553人）であり、同郡で人口最大の都市でもある。ヘイズ郡は1848年に設立され、郡名は、テキサス・レンジャーと米墨戦争で士官だったジョン・コフィー・ヘイズに因んで名付けられた。

## 年譜

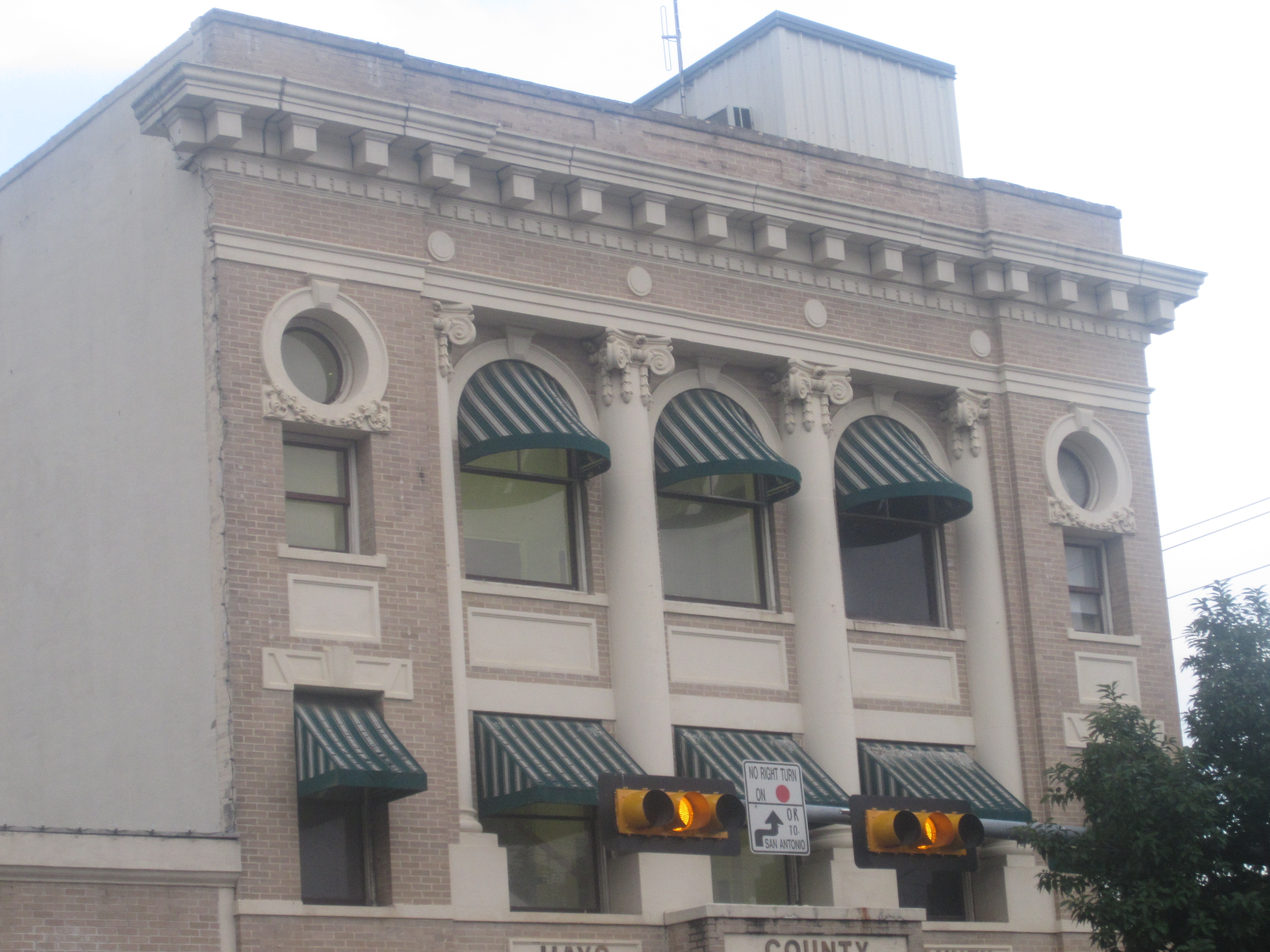
ヘイズ郡庁舎別館、郡庁舎とは通り向かいにある

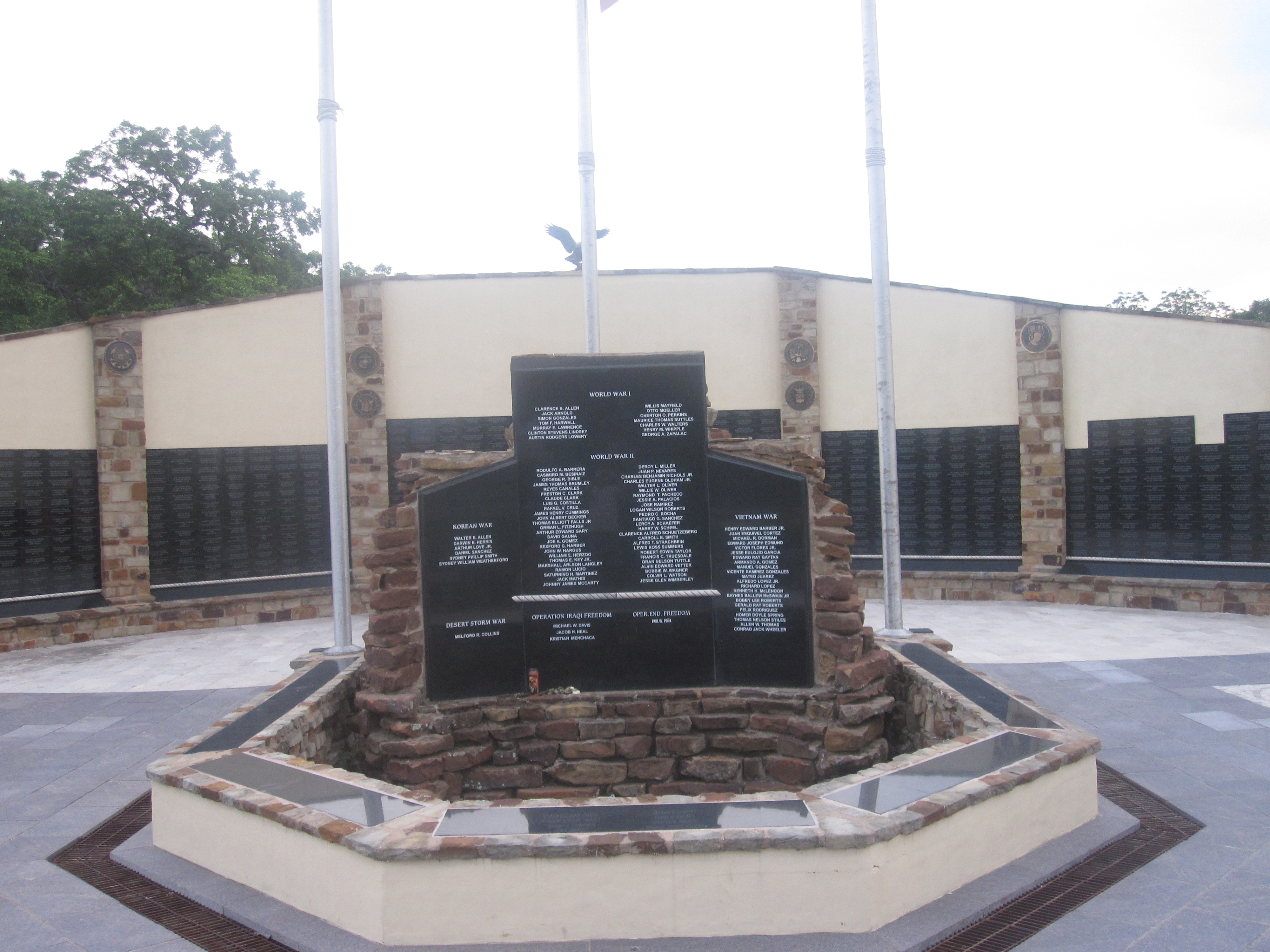
退役兵記念碑

- 紀元前6000年、ヘイズ郡となった地域の最初に住人はパレオ・インディアンだった[3]
- 西暦1200年、考古学遺跡調査で、トンカワ族インディアンが農耕を行っていたことがわかった[3]
- 1709年、イシドロ・フェリクス・デ・エスピノーザ神父、アントニオ・デ・サン・ブエナベンチュラ・イ・オリバレス神父およびペドレオ・デ・アギレがこの地域を遠征した[4]
- 1714年、フランス系カナダ人探検家ルイ・ジュシュリュー・ド・サンドニが、コマンチ族に攻撃された[5]
- 1755年、アパッチ族集落にサンフランシスコ・ザビエル・デ・ロス・ドロレス伝道所が設立された[6]
- 1831年、コアウイラ・イ・テハス州が、フアン・マルティン・デ・ベラメンディに土地特許を発行した[7][8]
- 1832年、コアウイラ・イ・テハス州がフアン・ビセンテ・カンポスに土地特許を発行した[3]
- 1834年、コアウイラ・イ・テハス州がトマス・ジェファーソン・チェンバーズに土地特許を発行した[3]
- 1835年、コアウイラ・イ・テハス州が最初のイギリス人であるテネシー州のトマス・G・マクギーに土地特許を発行した [3]
- 1848年3月1日、テキサス州議会がトラヴィス郡の一部からヘイズ郡を設立した。郡名はテネシー州からの移住者でテキサス・レンジャーの大尉ジョン・コフィー・ヘイズ因んで名付けられた。サンマーコスが郡庁所在地に指定された[9]
- 1858年、テキサス州議会がヘイズ郡の一部からブランコ郡を設立したが、コマール郡の一部をヘイズ郡に併合した。リッシャー・アンド・ホール駅馬車線が州内の31有る旅客郵便路線のうち16を運行していた[3]
- 1861年、ヘイズ郡はアメリカ合衆国からの脱退に賛成した[3]
- 1862年、テキサス州議会がさらにコマール郡の一部をヘイズ郡に併合した[3]
- 1867年、ヘイズ郡からカンザス州に向けた最初の牛追いが出発した[3]
- 1880年、インターナショナル・グレートノーザン鉄道が、オースティンからサンマーコスまで開通した[3]
- 1896年、ベンジャミン・マカロック准将に因んで名付けられたキャンプ・ベン・マカロックが、南軍元兵士の再集会のために組織化された.[10]
- 1899年、南西テキサス州立師範学校がサンマーコスに設立された[11]
- 1900年、ワンダー洞穴が一般公開された[12]
- 1908年、現在の郡庁舎が建設された。ボザール様式のこの建物はC・H・ペイジ・アンド・ブラザーズ社が設計した[13]
- 1928年、サンマーコス市にアクアリーナ・スプリングスが開設された[14]
- 1930年、リンドン・B・ジョンソンが南西テキサス州立師範学校を卒業した[15]
- 1942年、サンマーコス陸軍飛行場の建設が始まった[16]
- 1953年、サンマーコス陸軍飛行場が、第二次世界大戦でサンマーコス出身者として最初に戦死したアーサー・エドワード・ゲーリー中尉を称え、ゲーリー空軍基地と改名された[16]
- 1955年、州議会がヘイズ郡とトラヴィス郡の郡境を再測量して、ヘイズ郡に16,000エーカー (65 km2) を付加した[3]
- 1964年、アメリカ合衆国大統領リンドン・B・ジョンソンが、再開されたゲーリー空軍基地に職業訓練センターを設立すると発表した[17]

## 地理
アメリカ合衆国国勢調査局に拠れば、郡域全面積は680平方マイル (1,761.2 km2)であり、このうち陸地678平方マイル (1,756.0 km2)、水域は2平方マイル (5.2 km2)で水域率は0.28％である。

### 主要高規格道路
- 州間高速道路35号線
- アメリカ国道290号線
- テキサス州道21号線
- テキサス州道80号線

### 隣接する郡
- トラヴィス郡 - 北東
- コールドウェル郡 - 南東
- グアダルーペ郡 - 南
- コマール郡 - 南西
- ブランコ郡 - 北西

## 人口動態
以下は2000年国勢調査による人口統計データである。
| 基礎データ - 人口: 97,589人 - 世帯数: 51,265 世帯 - 家族数: 22,150 家族 - 人口密度: 56人/km2（144人/mi2） - 住居数: 55,643軒 - 住居密度: 20軒/km2（53軒/mi2） 人種別人口構成 - 白人: 78.92% - アフリカン・アメリカン: 3.68% - ネイティブ・アメリカン: 0.69% - アジア人: 0.79% - 太平洋諸島系: 0.07% - その他の人種: 13.36% - 混血: 2.49% - ヒスパニック・ラテン系: 29.57% 年齢別人口構成 - 18歳未満: 24.5% - 18-24歳: 20.5% - 25-44歳: 28.2% - 45-64歳: 19.1% - 65歳以上: 7.7% - 年齢の中央値: 28歳 - 性比（女性100人あたり男性の人口） - 総人口: 101.3 - 18歳以上: 99.5 | 世帯と家族（対世帯数） - 18歳未満の子供がいる: 34.0% - 結婚・同居している夫婦: 53.1% - 未婚・離婚・死別女性が世帯主: 9.0% - 非家族世帯: 33.7% - 単身世帯: 21.0% - 65歳以上の老人1人暮らし: 4.9% - 平均構成人数 - 世帯: 2.69人 - 家族: 3.21人 収入と家計 - 収入の中央値 - 世帯: 45,006米ドル - 家族: 56,287米ドル - 性別 - 男性: 35,209米ドル - 女性: 27,334米ドル - 人口1人あたり収入: 19,931米ドル - 貧困線以下 - 対人口: 14.3% - 対家族数: 6.4% - 18歳未満: 10.3% - 65歳以上: 9.7% |

## 都市と町
- サンマルコス - 郡庁所在地
- カイル
- ベアクリーク
- ブーダ
- ドリフトウッド
- ドリッピングスプリングス
- ヘイズ
- マウンテンシティ
- ウィンバリー
- ウッドクリーク
- オースティン（小部分）[21]

## 教育
ヘイズ郡東部では、幼稚園生から高校生までヘイズ統合独立教育学区の学校に入学する。2009年時点で3つの高校、5つの中学校、11の小学校がある。その他にサンマーコス統合独立教育学区、ドリッピングスプリングス独立教育学区、ウィンバリー独立教育学区がある。
高等教育機関としてサンマーコス市にある4年制のテキサス州立大学がある。オースティン・コミュニティ・カレッジが運営する遠隔学習センターが3か所ある。

## ギャラリー

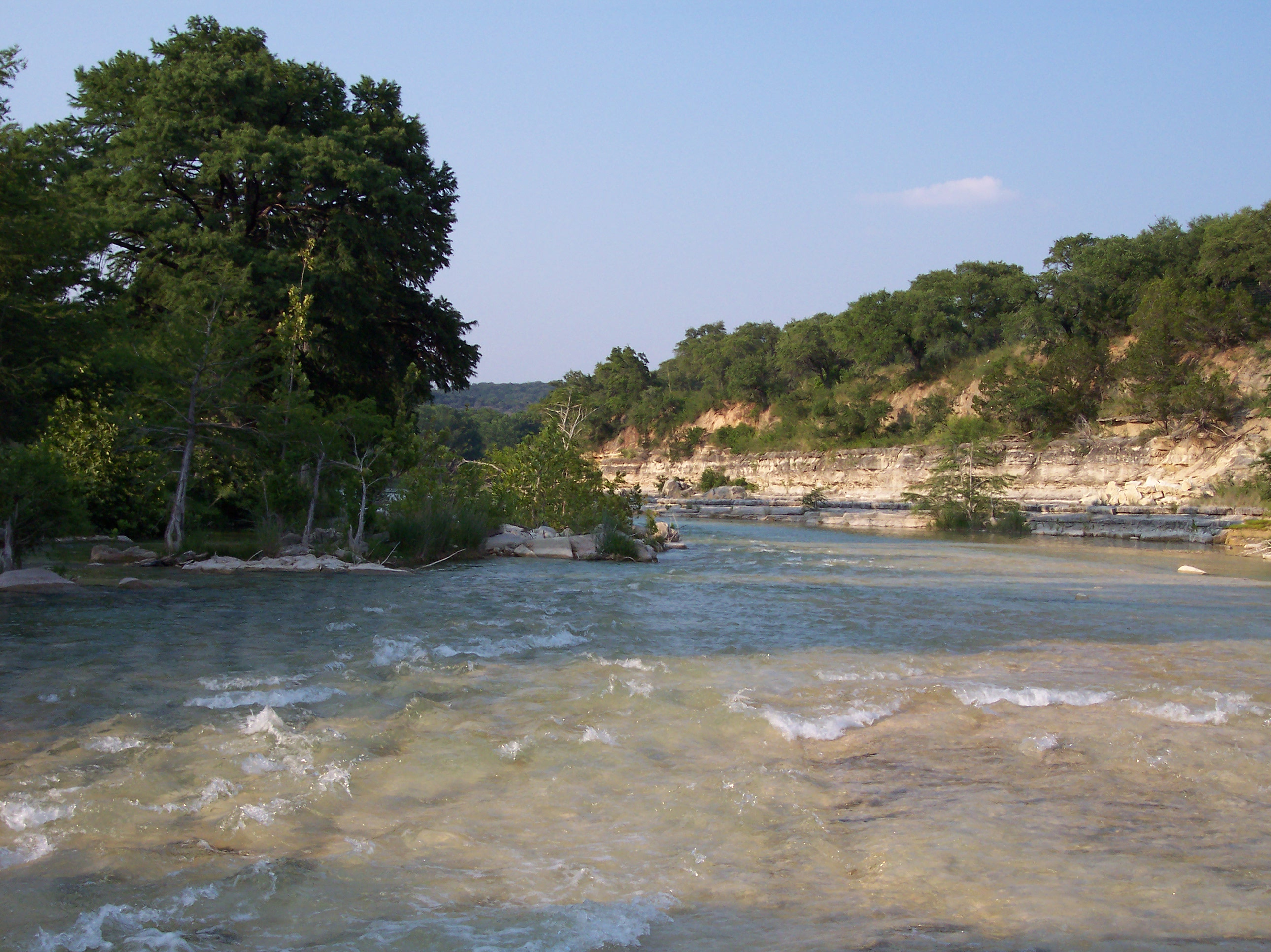
ブランコ川
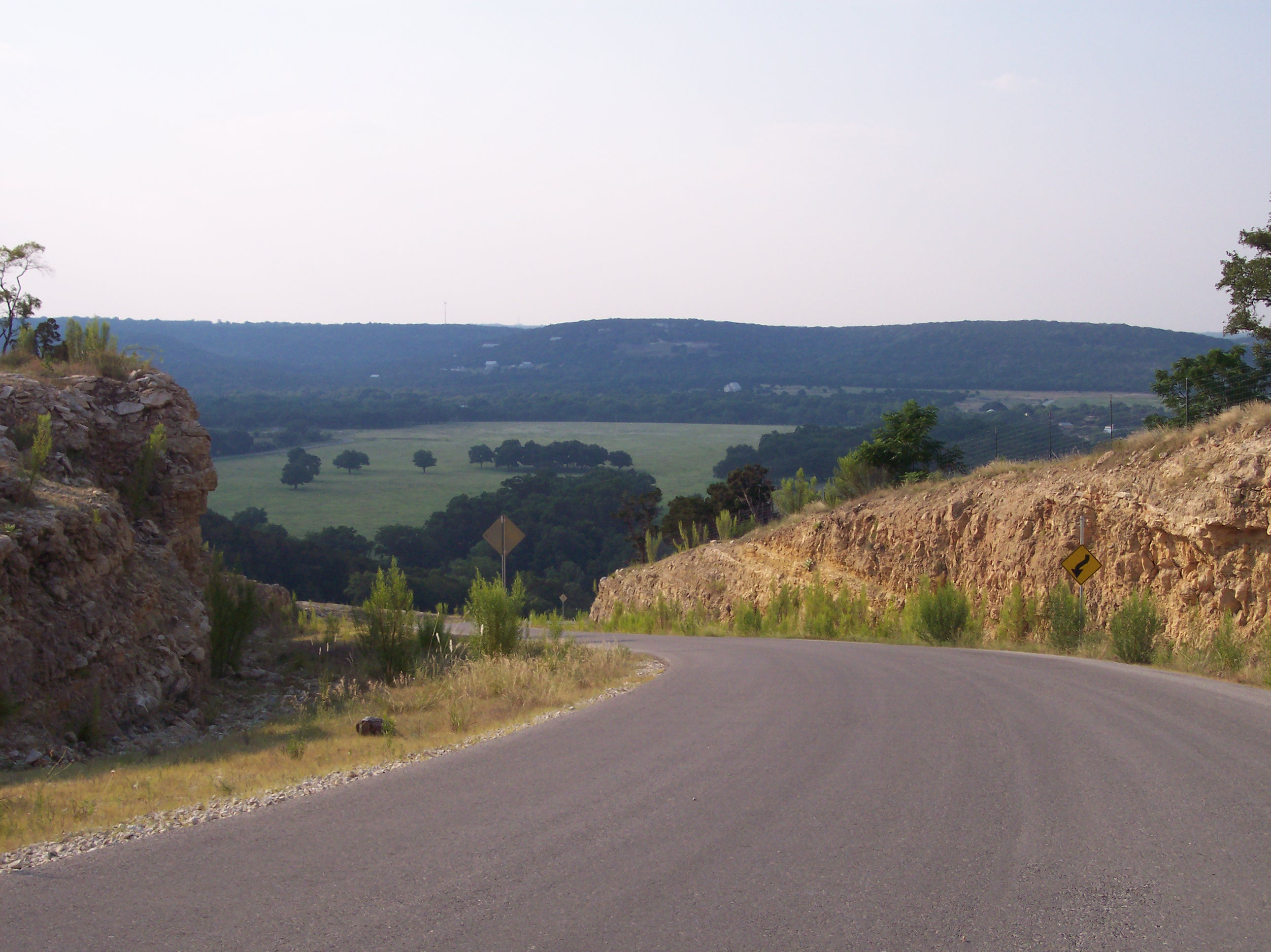
テキサス・ヒル・カントリー
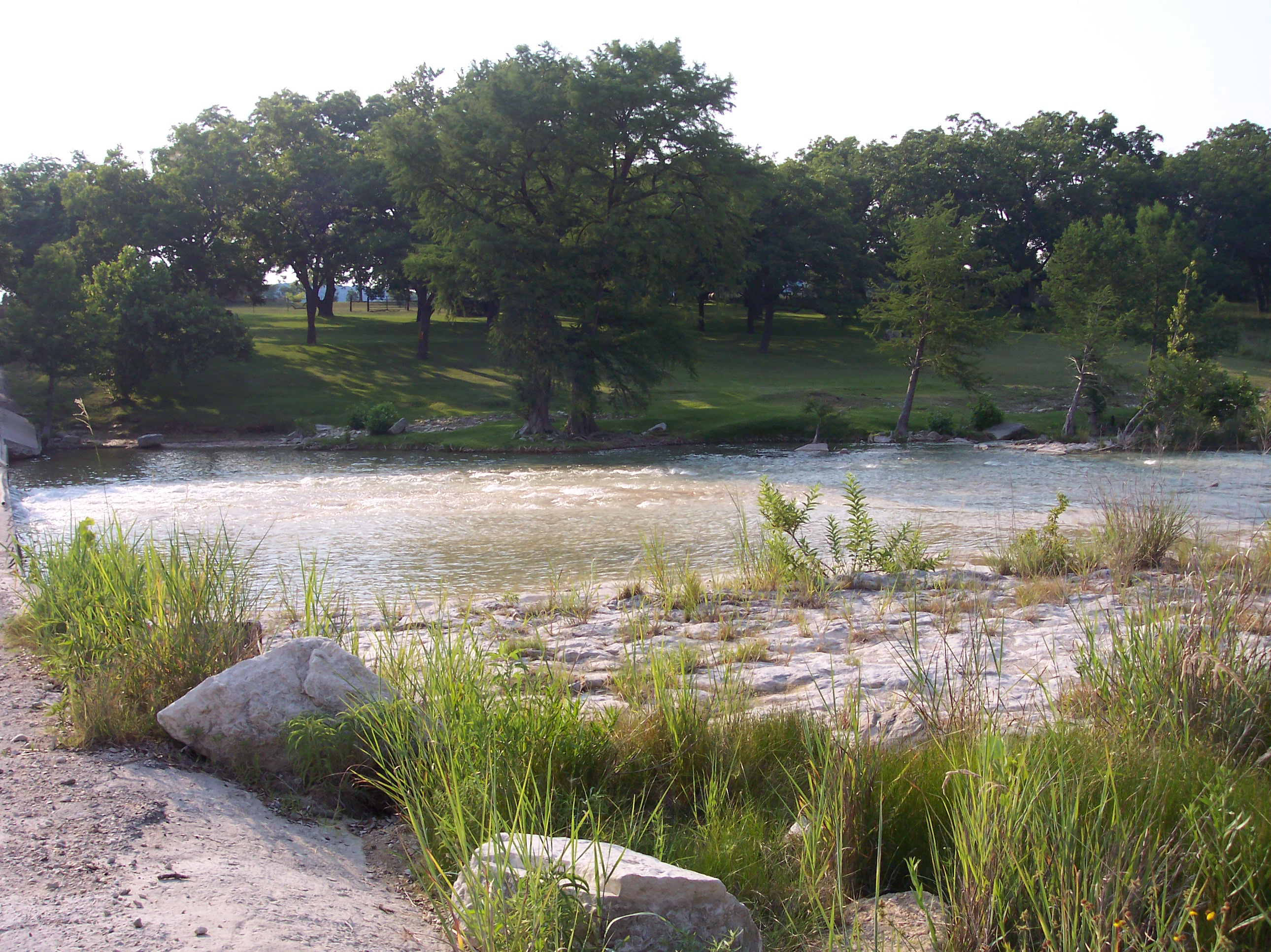
ブランコ川